# 高砂蝸牛屬
高砂蝸牛屬（学名：Takasagohadra）是坚齿螺科下的一个属。

## 下属物种
本属包括以下物种：
- Takasagohadra lini S.-P.Wu & C.-C.Hwang, 2013
- 高砂蝸牛 Takasagohadra multifasciata Kuroda, 1941